# دولت هفتم احمد قوام
دولت هفتم احمد قوام یکی از دولت‌های دوران پادشاهی مشروطه در دورهٔ پهلوی است که از مهر ۱۳۲۵ تا خرداد ۱۳۲۶ فعالیت کرد. رئیس این دولت، احمد قوام بود.
احمد قوام به تاریخ ۲۵ مهر ۱۳۲۵ استعفای هیئت دولت را به حضور شاه تقدیم داشت و پس از مأموریت یافتن مجدد برای تشکیل کابینه در همین روز، هیئت وزیران جدید را روز ۲۷ مهر ۱۳۲۵ بدون شرکت حزب توده به حضور شاه معرفی کرد.

## یادداشت
1. ↑  اداره امور وزارت‌خانه به احمد فریدونی معاون وزیر سپرده شد.